# Elektrizitätswerk Oberndorf
Das ehemalige  Elektrizitätswerk Oberndorf mit dem Maschinenwärterwohnhaus in der niedersächsischen Samtgemeinde Land Hadeln, Gemeinde Oberndorf, Jungfernstieg 5, im Landkreis Cuxhaven, wurde 1906 errichtet. Aktuell (2024) wird es als Wohn- und Geschäftshaus genutzt.
Das Gebäude steht unter Denkmalschutz (siehe auch Liste der Baudenkmale in Oberndorf (Oste)).

## Geschichte und Beschreibung
Das eingeschossige zeittypische lange Gebäude auf halbhohem Sockel in Backstein mit pfannengedecktem Satteldach wurde 1906 nach Plänen des Zimmermeisters C. H. Meyer aus Bentwisch gebaut. Der zweiteilige Baukörper aus Längs- und Querbau hatte ursprünglich die Funktion der elektrischen Centrale für Oberndorf mit der Maschinenhalle und dem Wohnhaus für den Maschinenwärter. Am straßenseitigen östlichen Giebel ist ein Vorbau für den Eingang angesetzt. An der Südostecke wurde ein einachsiger Risalit ausgebildet. Westlich steht quer zum First ein Backsteinbau über hohem Souterrain und ausgebautem Dachgeschoss. Eine umgestaltete Freitreppe an der rückseitigen Südfassade erschließt das Gebäude. Die Fensteröffnungen des Längsbaus sind rundbogig, die des Querbaus segmentbogig und mit Zinnenfriesen abgesetzt.
Nach der Stilllegung des Werkes in den 1920er-Jahren wurde das Gebäude als Schulhaus und Turnhalle genutzt sowie heute nach Umbauten als Wohn- und Geschäftshaus.
Das Landesdenkmalamt befand u. a.: „… geschichtlichen Bedeutung im Rahmen der Ortsgeschichte mit Zeugnis- und Schauwert für die die Bau- und Sozialgeschichte sowie für die Wirtschafts- und Technikgeschichte …“